# Abadox
Abadox: The Deadly Inner War (アバドックス Abadokkusu?) är ett videospel för NES, undertexter The Deadly Inner War. Det är en sidorullning som Gradius och R-Type. Spelet är känt för sin unika visuella design, eftersom spelet äger rum i tarmkanalen hos en jätte främmande organism.

### Fotnoter
1. ↑  ”Abadox: The Deadly Inner War” (på engelska). Nintendo. https://nintendo.fandom.com/wiki/Abadox:_The_Deadly_Inner_War. Läst 24 april 2020.
2. ↑  ”Abadox: The Deadly Inner War (NES) - Video Game Music Preservation Foundation Wiki”. www.vgmpf.com. http://www.vgmpf.com/Wiki/index.php/Abadox:_The_Deadly_Inner_War_(NES). Läst 24 april 2020.